# Edith Ebers
Edith Ebers, geb. Heirich, manchmal auch geborene Knote (* 4. Dezember 1894 in Nürnberg; † 13. September 1974 in Weilheim in Oberbayern), war eine deutsche Quartärgeologin und Naturschützerin. Sie erforschte insbesondere die Entstehung von Drumlins sowie die Vergletscherungsgeschichte und glaziale Geomorphologie des bayerischen Alpenvorlands. Sie war weiterhin engagiert in der Landschaftsarchitektur, der Öffentlichkeitsarbeit und publizierte auch zu alpinen Felsritzbildern.
Bei den Sprengarbeiten zum Bau der deutschen Alpenstraße 1936 zwischen Traunstein und Reichenhall entdeckte sie den durch den würmkaltzeitlichen Saalachgletscher, eines Seitenarms des Salzachgletschers, verursachten Gletscherschliff im Partnach-Kalk des Weißbachtals. Durch ihre Initiative wurden die Sprengarbeiten unterbrochen und Teile der Gletscherspuren unter Naturschutz gestellt. Der Gletscherschliff ist heute ein Geotop und im Gletschergarten Weißbach erhalten.

## Leben
Edith Ebers wurde als ältestes Kind von Karl Heirich und Hermine Knote in Nürnberg geboren. Ihr Onkel war der deutsche Opernsänger Heinrich Knote. Edith Ebers studierte von 1913 bis 1919 Geographie und Geologie an den Universitäten Heidelberg und München. 1925 promovierte sie, angeregt von August Rothpletz, bei Ferdinand Broili zum Thema Das Eberfinger Drumlinfeld: eine geologisch-morphologische Studie.
Sie war mit dem Künstler und Schriftsteller Hermann Ebers verheiratet. Seit 1934 lebte sie in Haunshofen.

## Ehrungen
1962 erhielt Edith Ebers einen mit 5000 D-Mark dotierten Ehrenpreis für ihr wissenschaftliches Gesamtwerk. Sie war lange Mitglied der Deutschen Quartärvereinigung (DEUQUA) und wurde 1964 zu deren Ehrenmitglied ernannt. Der Bund Naturschutz Bayern verlieh ihr 1970 die Ehrenmitgliedschaft.
Nach Edith Ebers ist die Dr.-Edith-Ebers-Straße in Wielenbach benannt, sowie der Edith-Ebers-Weg in Neufahrn bei Freising (früherer Konrad-Lorenz-Weg); die Umbenennung erfolgte 2023 wegen Lorenz’ NS-Vergangenheit und Nähe zur nationalsozialistischen Ideologie.

## Schriften
- Die bisherigen Ergebnisse der Drumlinforschung: Eine Monographie der Drumlins. 1925
- Die Eiszeit im Landschaftsbilde des bayerischen Alpenvorlandes. 1934
- Die diluviale Vergletscherung des bayerischen Traungebietes. 1939
- Neue Aufgaben der Naturschutzbewegung. Naturschutz-Hefte Nr. 1. 1947
- Der Gletschergarten an der Deutschen Alpenstrasse. 1952
- Vom Grossen Eiszeitalter. 1957
- Eiszeitliches Wander- und Wunderbüchlein fürs Bayerische Alpenvorland. 1959
- Das Felsbildergebiet in der Höll am Warscheneck und seine nacheiszeitliche geologische Geschichte. 1969